# Batman - Superman: World Finest
 (août 2025).
Batman/Superman: World Finest (Le Meilleur des mondes) est une mini-série de comics américain  en trois parties écrite par Dave Gibbons et dessinée par Steve Rude, publié aux États-Unis par DC Comics en 1990 et en français, pour la première fois, chez Comics USA/Glénat la même année. Elle met en scène Batman et Superman confrontés à Lex Luthor et au Joker.

## Synopsis
Batman et Superman doivent unir leurs forces pour combattre l'union de leurs deux principaux ennemis : Le Joker et Lex Luthor.

## Éditions
1. Batman/Superman 1 : Mondes à part (Éditions Comics USA, Collection Super Héros #44, 1990)
2. Batman/Superman 2 : Mondes en conflit (Éditions Comics USA, Collection Super Héros #46, 1991)
3. Batman/Superman 3 : Mondes mutilés (Éditions Comics USA, Collection Super Héros #48, 1991)
4. Superman et Batman : L’Étoffe des Héros (Éditions Urban Comics, Collection DC Deluxe, 2013)